# Глен-Осборн (Пенсільванія)
Глен-Осборн (англ. Glen Osborne) — місто (англ. borough) в США, в окрузі Аллегені штату Пенсільванія. Населення — 590 осіб (2020).

## Географія
Глен-Осборн розташований за координатами 40°31′50″ пн. ш. 80°10′9″ зх. д. / 40.53056° пн. ш. 80.16917° зх. д. (40.530596, -80.169033).  За даними Бюро перепису населення США в 2010 році місто мало площу 1,46 км², з яких 1,11 км² — суходіл та 0,35 км² — водойми.

## Демографія
Згідно з переписом 2010 року, у селищі мешкало 547 осіб у 203 домогосподарствах у складі 157 родин. Густота населення становила 375 осіб/км².  Було 216 помешкань (148/км²).
Расовий склад населення:
| - 95,6 % — білих - 1,8 % — азіатів - 1,6 % — чорних або афроамериканців |

До двох чи більше рас належало 0,9 %. Частка іспаномовних становила 0,5 % від усіх жителів.
За віковим діапазоном населення розподілялося таким чином: 26,9 % — особи молодші 18 років, 55,2 % — особи у віці 18—64 років, 17,9 % — особи у віці 65 років та старші. Медіана віку мешканця становила 44,7 року. На 100 осіб жіночої статі у селищі припадало 93,3 чоловіків;  на 100 жінок у віці від 18 років та старших — 88,7 чоловіків також старших 18 років.
Середній дохід на одне домашнє господарство  становив 180 282 долари США (медіана — 123 125), а середній дохід на одну сім'ю — 210 338 доларів (медіана — 146 250). За межею бідності перебувало 5,6 % осіб, у тому числі 7,5 % дітей у віці до 18 років та 6,5 % осіб у віці 65 років та старших.
Цивільне працевлаштоване населення становило 268 осіб. Основні галузі зайнятості: науковці, спеціалісти, менеджери — 27,6 %, освіта, охорона здоров'я та соціальна допомога — 16,8 %, роздрібна торгівля — 11,6 %, виробництво — 9,7 %.